# Colibrí maragda de Gibson
El colibrí maragda de Gibson (Chlorostilbon gibsoni) és una espècie d'ocell de la família dels troquílids (Trochilidae) que habita zones forestals de Colòmbia i nord-oest de Veneçuela.